# Rebecka Lazić
Rebecka Lazić (Lenhovda, 24 settembre 1994) è una pallavolista svedese, schiacciatrice del RC Cannes.

## Carriera

### Club
La carriera di Rebecka Lazić, gemella della pallavolista Alexandra Lazić, inizia nel 2002 quando entra a far parte delle giovanili dello Svedala, squadra con cui poi esordisce nell'Elitserien, massima divisione del campionato svedese. Nella stagione 2011-12 passa al RIG Falköping, sempre in Elitserien.
Nella stagione 2012-13 si trasferisce in Francia, nel RC Cannes, militante in Ligue A, con cui, in due annate, si aggiudica due scudetti e due Coppe di Francia. Nella stagione 2013-14 viene ingaggiata dal club tedesco del Vilsbiburg, in 1. Bundesliga, mentre in quella successiva difende i colori del Neruda Volley di Bronzolo, nella Serie A1 italiana.
Nell'annata 2016-17 si accasa all'Alba-Blaj, nella Divizia A1 rumena con cui si aggiudica campionato e coppa nazionale, mentre nella stagione successiva ritorna nella massima divisione francese con il Le Cannet.
Nella stagione 2018-19 disputa il massimo campionato polacco con la maglia del Kalisz, prima di rientrare in forza in Serie A1, disputando la stagione successiva con la Wealth Planet Perugia e l'annata 2020-21 col San Casciano, per ovviare al forfait di Mikaela Foecke.
Per il campionato 2021-22 si accasa nuovamente nella massima divisione transalpina, difendendo i colori del Nantes, che lascia già nel campionato seguente per fare ritorno al RC Cannes.

### Nazionale
Nel 2012 fa parte della nazionale Under-19 svedese, ma già l'anno prima aveva ottenuto le prime convocazioni nella nazionale maggiore. Nel 2022 vince la medaglia d'oro all'European Silver League, mentre nel 2023 quella d'argento alla Volleyball Challenger Cup.

## Palmarès

### Club
- Campionato francese: 2

2012-13, 2013-14
- Campionato rumeno: 1

2016-17
- Coppa di Francia: 2

2012-13, 2013-14
- Coppa di Romania: 1

2016-17

### Nazionale (competizioni minori)
- European Silver League 2022
- Volleyball Challenger Cup 2023